# Гриневерс (Северна Каролина)
Гриневерс (енгл. Greenevers) град је у америчкој савезној држави Северна Каролина.

## Демографија
По попису из 2010. године број становника је 634, што је 74 (13,2%) становника више него 2000. године.
| Група             | 2000.       | 2010.       |
| Белци             | 36 (6,4%)   | 49 (7,7%)   |
| Афроамериканци    | 477 (85,2%) | 519 (81,9%) |
| Азијати           | 4 (0,7%)    | 1 (0,2%)    |
| Хиспаноамериканци | 42 (7,5%)   | 55 (8,7%)   |
| Укупно            | 560         | 634         |